# Condado de Alcudia (1663)
El condado de Alcudia es un título nobiliario español, de Castilla creado por el rey Felipe IV por real cédula del 15 de mayo de 1663 a favor de Pedro Pablo de Contreras y Fernández de Miñano, miembro de la Casa de Contreras. 

## Denominación
Su nombre hace referencia a la localidad de Alcudia de Guadix, en la provincia de Granada.

## Lista de titulares
|                                  | Titular                                                                | Periodo                |
| Creación por Felipe IV           | Creación por Felipe IV                                                 | Creación por Felipe IV |
| -------------------------------- | ---------------------------------------------------------------------- | ---------------------- |
| I                                | Pedro Pablo de Contreras Fernández de Miñano                           | 1663-1693              |
| II                               | Juan José Fernández de Contreras y Villavicencio                       | 1693                   |
| III                              | Antonio José de Contreras y González de Andía                          | 1694-1704              |
| IV                               | Juan Luis de Contreras y Zapata de Andia                               | 1704-1760              |
| V                                | Pablo José Valentín Francisco de Contreras y Muñoz de Gadea            | 1760-1767              |
| VI                               | Ana María de Contreras y Vargas                                        | 1767-1817              |
| VII                              | María Josefa de Contreras y Vargas                                     | 1817-1826              |
| VIII                             | Fernando de Aguilera y Contreras                                       | 1826-1838              |
| IX                               | José de Aguilera y Contreras                                           | 1838-1875              |
| X                                | Enrique de Aguilera y Gamboa                                           | 1875-1927              |
| XI                               | Gerardo de Aguilera y Lignés                                           | 1927-1932              |
| Rehabilitación por Juan Carlos I |                                                                        |                        |
| XII                              | María de la Paloma Sanjuanena y Fontagud                               | 1985-2007              |
| XIII                             | María de Fátima Bernaldo de Quirós y Álvarez de las Asturias Bohorques | 2013-actual titular    |

## Historia genealógica
- Pablo de Contreras Fernández de Miñano (Segovia, 1605-1693), también llamado Pablo Fernández de Contreras y Miñano, I conde de Alcudia,[3] almirante general del Mar Océano y caballero de la Orden de Calatrava (1637).[4][5]  Era hijo de Juan Fernández de Miñano, regidor de Segovia y de su esposa Aldonza María de Contreras.[6]

Contrajo matrimonio con Luisa Ignacia de Villavicencio y Negrón, natural de Cádiz, hija de Nuño de Villavicencio, caballero de la Orden de Santiago, y de Clara de Villavicencio. Le sucedió su hijo:
- Juan José Fernández de Contreras y Villavicencio (m. 1693), II conde de Alcudia.[3]

Se casó en la iglesia de san Sebastián de Madrid el 7 de noviembre de 1671 con Josefa González de Andía Irarrázabal (n. Madrid, 1655), hija de Francisco González de Andía-Irarrázabal y Zárate, I marqués de Valparaíso, y de su esposa Blanca Enríquez de Toledo, IX señora de Higares. En 1694 sucedió su hijo:
- Antonio José de Contreras y González de Andía (n. Alcudia, 1680-1704), III conde de Alcudia.[3]

Se casó en primeras nupcias, el 26 de febrero de 1701, con Francisca Jerónima Zapata de Mendoza y Muñoz, hija de Juan Zapata, caballero de Calatrava, y de Andrea Muñoz Treviño de Loaysa y Velarde. Contrajo un segundo matrimonio en 1704 con Juana de Ulloa Córdoba y Solís. De su segundo matrimonio descienden los marqueses de Contreras y los de Buscayolo. En 1704 le sucedió su hijo del primer matrimonio:
- Juan Luis de Contreras Zapata y González de Andía (Madrid, 1702-Granada, 1760), IV conde de Alcudia.[3]

Contrajo matrimonio con Ana Felipa Muñoz de Gadea y Ortega (Granada, 1700-ca. 1766).  En 1760 le sucedió su hijo:
- Pablo José Valentín Francisco de Contreras y Muñoz de Gadea (baut. Guadix, 22 de diciembre de 1726-Madrid, 22 de octubre de 1767), V conde de Alcudia,[3] vizconde de Santa Clara de Avedillo,[12] señor de Exfiliana, teniente coronel del Regimiento Provincial de León.

Contrajo matrimonio con Tomasa de Vargas Maldonado y Campo, IV marquesa de Campo Fuerte. Le sucedió el 22 de octubre de 1767 su hija:
- Ana María de Contreras y Vargas (Barcelona, 1758-Madrid, 12 de mayo de 1817), VI condesa de Alcudia,[3] concedida la grandeza de España,[5] V marquesa de Campo Fuerte,[14] y dama de la Orden de las Damas Nobles de la Reina María Luisa en 1794.

Casó, el 24 de julio de 1768, con Juan Antonio de Navia Osorio y Miranda, V marqués de Santa Cruz de Marcenado. Sin descendencia, le sucedió su hermana:
- María Josefa Joaquina de Contreras y Vargas Machuca (Madrid, 27 de junio de 1765-Madrid, 3 de enero de 1826), VII condesa de Alcudia grande de España,[3] VI marquesa de Campo Fuerte, dama de la Orden de las Damas Nobles de la Reina María Luisa y camarera mayor de la reina.[12]

Contrajo matrimonio, el 22 de abril de 1780, con Manuel Isidoro de Aguilera Moctezuma-Pacheco y Galarza (1762-1802), XIII marqués de Cerralbo, grande de España, VIII marqués de Almarza, XIII marqués de Flores Dávila,  VII conde de Alba de Yeltes, V conde de Casasola del Campo, VIII conde de Foncalada conde de Fuenrubia y X conde de Villalobos. Se casó en segundas nupcias, el 1 de agosto de 1803, con José de Contreras Orense. Le sucedió en 1826 su hijo del primer matrimonio:
- Fernando de Aguilera y Contreras (Madrid, 20 de agosto de 1784-Madrid, 2 de mayo de 1838), VIII conde de Alcudia,[3] XV marqués de Cerralbo,[15] dos veces grande de España, X marqués de Almarza,[17] XIV marqués de Flores Dávila,[17] VIII conde de Alba de Yeltes,[17] VII conde de Casasola del Campo,[17] VII marqués de Campo Fuerte,[17] X conde de Foncalada,[17] conde de Fuenrubia, V conde de la Oliva de Gaytán,[17] XIII conde de Villalobos,[17] embajador extraordinario en Sajonia (1819), presidente del Consejo de las Órdenes, caballero de la Orden del Toisón de Oro, de la Orden de Alcántara, Gran Cruz de Carlos III y prócer del Reino.

Casó en Madrid, el 26 de diciembre de 1807, con María de las Angustias Fernández de Córdoba y Pacheco, hija de Manuel Antonio Fernández de Córdoba y Pimentel, VIII marqués de Mancera, grande de España de primera clase, marqués de Malpica, marqués de Montalbo y X Povar, y de María Teresa del Carmen Pacheco y Fernández de Velasco, V duquesa de Arión, grande de España. Sin descendencia. Le sucedió su hermano en 1838:
- José de Aguilera y Contreras (Madrid, 23 de septiembre de 1787-Madrid, 25 de diciembre de 1872), IX conde de Alcudia,[3] XVI marqués de Cerralbo,[15] dos veces grande de España, XI marqués de Almarza,[17] VIII marqués de Campo Fuerte,[17] XV marqués de Flores Dávila,[17] IX conde de Alba de Yeltes,[17] VIII conde de Casasola del Campo,[17] XI conde de Foncalada,[17] conde de Fuenrubia, VI conde de la Oliva del Gaytán,[17] alférez mayor de  Burgos, Ciudad Rodrigo y Aranda de Duero, caballero veinticuatro de Salamanca y Granada y gentilhombre grande de España con ejercicio y servidumbre de la reina Isabel II de España.

Contrajo matrimonio en Córdoba el 11 de abril de 1815 con Francisca Valentina Becerril e Hinojosa.  Sus hijos murieron antes que él, por lo que le sucedió su nieto en 1875:
- Enrique de Aguilera y Gamboa (Madrid, 8 de julio de 1845-Madrid, 27 de agosto de 1922), X conde de Alcudia,[3] XVII marqués de Cerralbo,[15] dos veces grande de España, XII marqués de Almarza,[17] IX marqués de Campo Fuerte,[17] XII conde de Foncalada[17] y XVI conde de Villalobos.[17] Era hijo de  Francisco de Asís de Aguilera y Becerril (Madrid, 27 de enero de 1817-Madrid, 1 de julio de 1867), XV conde de Villalobos,[17] y de Luisa de Gamboa y López.[17]

Casó con Inocencia Serrano y Cerver, viuda de Antonio María del Valle, padres Antonio María del Valle y Serrano Angelín Cerver, I marqués de Villa-Huerta, con quien no hubo descendencia. Por real orden de 7 de enero de 1927, sucedió su sobrino nieto,
- Gerardo María de Aguilera y Lignés (m. Madrid, 19 de julio de 1932), XI conde de Alcudia, grande de España.[23][24]

En 28 de junio de 1985, por rehabilitación, le sucedió su sobrina:
- María de la Paloma Sanjuanena y Fontagud (m. 17 de mayo de 2007), XII condesa de Alcudia, grande de España, hija de Francisco de Sanjuanena y Azpezteguia y de Matilde de Fontagud Aguilera, hija, a su vez de José María de Fontagud y Gargallo y de Matilde Aguilera y Gamboa.[25]

Se casó el 17 de julio de 1929 con Jaime Parladé Gross (m. 26 de abril de 1981), padres de Jaime Parladé Sanjuanena, III marqués de Apezteguía.
- María del Rosario de Fátima Bernaldo de Quirós y Álvarez de las Asturias Bohorques, XIII condesa de Alcudia grande de España,[27] y IV marquesa de la Isabela.